# Acipitrídeos
Acipitrídeos (Accipitridae) é uma família de aves, que inclui a maioria das espécies de aves de rapina diurnas, como águias, gaviões, búteos, abutres ou milhafres. Os accipitrídeos constituem uma das maiores famílias avianas, com cerca de 231 espécies classificadas em 65 géneros. O grupo tem distribuição mundial e pode ser encontrado numa grande diversidade de climas e habitat. A maior concentração de espécies de accipitrídeos encontra-se, no entanto, em zonas de elevada productividade biológica, como florestas densas por exemplo, onde há abundância de potenciais presas. A maioria das espécies é migratória.
Os accipitrídeos distinguem-se dos falconídeos pelas técnicas de construção de ninhos (muito primitivas nos falconídeos), olhos amarelos, encarnados ou amendoados (por oposição aos olhos castanhos dos falcões) e diferenças na anatomia do esqueleto.  
Os accipitrídeos são aves que se alimentam exclusivamente de carne, como predadores activos ou como necrófagos (como os abutres). Este modo de alimentação reflete-se na estrutura do bico, encurvado e aguçado, e tipo de patas, fortes e terminando em garras bem desenvolvidas. O tamanho e plumagem destas aves é muito variável e depende do habitat e clima que ocupam. Há accipitrídeos com envergaduras entre 50 centímetros e 3 metros, sendo as fêmeas geralmente maiores que os machos. Os accipitrídeos caçam as presas com o recurso do sentido da visão e por isso têm olhos grandes e alta acuidade visual.  
A maioria das espécies de accipitrídeos vivem em casais monogâmicos e muito territoriais que defendem uma área em torno do seu local de nidificação. O ninho é construído com gravetos e pequenos galhos e forrado com material mais suave, como ervas ou folhas. 
Como aves de rapina, os accipitrídeos têm uma importância ecológica e económica significativa no controle das populações de pequenas aves e mamíferos, em particular os roedores nocivos às colheitas. A sua elevada sensibilidade à poluição faz destas espécies bons indicadores da qualidade do ar. O IUCN enumera muitas das espécies de accipitrídeos nas listas vermelhas. Nove destas espécies estão classificadas como em perigo crítico de extinção. As principais ameaças são a degradação de seus habitat e o uso de defensivos químicos agrícolas. 
Os accipitrídeos eram classificados nos Falconiformes em sistemáticas mais antigas, mas, actualmente, são incluídos na ordem Accipitriformes; a Taxonomia de Sibley-Ahlquist propôs a sua englobação nos Ciconiformes.

## Géneros
| - Accipiter - Aegypius - Aquila - Asturina - Aviceda - Busarellus - Butastur - Buteo - Buteogallus - Chelictinia - Chondrohierax - Circaetus - Circus - Dryotriorchis - Elanoides - Elanus - Erythrotriorchis | - Eutriorchis - Gampsonyx - Geranoaetus - Geranospiza - Gypaetus - Gypohierax - Gyps - Haliaeetus - Haliastur - Hamirostra - Harpagonis (extinto) - Harpagus - Harpyhaliaetus - Harpyopsis - Henicopernis - Hieraaetus | - Ichthyophaga - Ictinaetus - Ictinia - Kaupifalco - Leptodon - Leucopternis - Lophaetus - Lophoictinia - Lophotriorchis - Macheiramphus - Megatriorchis - Melierax - Micronisus - Milvus - Morphnus - Necrosyrtes - Neophron | - Nisaetus - Oroaetus - Parabuteo - Pernis - Pithecophaga - Polemaetus - Polyboroides - Rostrhamus - Rupornis - Spilornis - Spizaetus - Spizastur - Stephanoaetus - Terathopius - Torgos - Trigonoceps - Urotriorchis |